# Schema.org
Schema.org ist eine Initiative, die ein Referenzwerk für die Verwendung von strukturierten Daten (Metadaten) auf Websites bereitstellt. Das Ziel von Schema.org ist eine Standardisierung der Metainformationen, die auf Websites bereitgestellt werden können, um Suchergebnisse von Suchmaschinen zu verbessern. Für die Auszeichnung der Metadaten sind seitens Schema.org die Formate Microdata, RDFa oder JSON-LD vorgesehen. Die vorgeschlagenen strukturierten Daten für verschiedene Anwendungsfälle werden „Schemas“ genannt und teilen sich in 811 „Types“, wie z. B. Action, Event oder Person, auf, denen eine Vielzahl an Eigenschaften, Datentypen etc. zugeordnet werden kann.

## Historische Entwicklung
Schema.org wurde am 2. Juni 2011 von den Suchmaschinen betreibenden Unternehmen Google, Microsoft und Yahoo gegründet. Das russisch-niederländische Unternehmen Yandex trat der Initiative im November 2011 bei. Zunächst wurden Microdata als Auszeichnungsformat unterstützt, ab 2012 folgten RDFa und ab 2013 JSON-LD.
Bereits 2011 zu Beginn der Initiative wurde eine Zusammenarbeit mit dem World Wide Web Consortium angestoßen, welche 2015 mit Gründung der „W3C Schema.org Community Group“ weiter intensiviert wurde. Mit der „bib.schema.org Extension“, speziell für bibliographische Daten, wurde 2015 die erste offizielle Erweiterung für Schema.org eingeführt. Extensions werden von der Initiative genutzt, um die Bedürfnisse nach spezifischerer Auszeichnung in bestimmten Branchen abzudecken, ohne das Kernvokabular von Schema.org zu sehr ändern zu müssen. Regelmäßig werden neue Versionen von Schema.org veröffentlicht, die aktuelle Version ist Version 29.2 vom 13. Mai 2025.

## Nutzen für Suchmaschinen
Suchmaschinen, die eine Website crawlen, berücksichtigen neben dem Webinhalt, der für Nutzer direkt ersichtlich ist, auch Metadaten. Metadaten von Websites sind zwar frei zugänglich, werden dem Nutzer bei üblicher Nutzung von Webbrowsern aber nicht angezeigt. Hierfür durchsuchen Suchmaschinen den HTML-Code nach strukturierten Daten mittels dafür entwickelter Algorithmen.
In einem weiteren Schritt gleichen Suchmaschinen die Angaben in den strukturierten Daten mit den restlichen Informationen ab, die sie über die Website sammeln konnten. Auf diese Weise validieren sie die Daten, oder erkennen diese als falsch und berücksichtigen sie nicht.
Eine einheitliche Vorgehensweise bei der Auszeichnung strukturierter Daten auf möglichst vielen Websites erleichtert diesen Vorgang für Suchmaschinen. Je besser Suchmaschinen Kontext und Bedeutung von Websites bestimmen können, desto besser ist die Leistung dieser durch passende und nutzerfreundlich präsentierte Suchergebnisse.

## Nutzen für Website-Betreiber
Für Website-Betreiber stellt die Nutzung von standardisierten strukturierten Daten nach den Vorgaben von Schema.org einen wichtigen Aspekt der Suchmaschinenoptimierung dar. Auf diese Weise kann z. B. die Anzahl der Seitenaufrufe auf einer Website vergrößert werden, da mehr Suchmaschinen-Nutzer mit relevanten Suchanfragen die betreffende Website in den Suchergebnissen finden und aufrufen. Schema.org stellt hierfür mit dem „Schema Markup Validator“ eine Web-Anwendung bereit, mit der HTML-Code-Fragmente von Websites auf die Verwendung von strukturierten Daten geprüft werden können.
So kann z. B. die gezielte Nutzung von strukturierten Daten für Darstellungsformen in Suchmaschinen wie „Rich Snippets“ genutzt werden, um auf typische Ziele der Suchmaschinenoptimierung hinzuarbeiten. Ein weiteres Beispiel sind speziell für Sprachassistenten eingeführte Schemata, die Website-Betreibern dabei helfen können, in den Suchergebnissen von Google Assistant, Amazon Alexa, Siri etc. mehr berücksichtigt zu werden.

## Beispiele
Im Folgenden wird am Beispiel von Informationen über einen Film gezeigt, wie strukturierte Daten laut Schema.org in den drei unterstützen Formaten aufgebaut werden können.

### Microdata
```
<
div
 
itemscope
 
itemtype
=
"https://schema.org/Movie"
>

  
<
h1
 
itemprop
=
"name"
>
Avatar
</
h1
>

  
<
div
 
itemprop
=
"director"
 
itemscope
 
itemtype
=
"https://schema.org/Person"
>

  Director: 
<
span
 
itemprop
=
"name"
>
James Cameron
</
span
>
 
(born 
<
time
 
itemprop
=
"birthDate"
 
datetime
=
"1954-08-16"
>
August 16, 1954
</
time
>
)
  
</
div
>

  
<
span
 
itemprop
=
"genre"
>
Science fiction
</
span
>

  
<
a
 
href
=
"../movies/avatar-theatrical-trailer.html"
 
itemprop
=
"trailer"
>
Trailer
</
a
>

</
div
>

```

### RDFa
```
<
div
 
vocab
=
"https://schema.org/"
 
typeof
=
"Movie"
>

  
<
h1
 
property
=
"name"
>
Avatar
</
h1
>

  
<
div
 
property
=
"director"
 
typeof
=
"Person"
>

  Director: 
<
span
 
property
=
"name"
>
James Cameron
</
span
>

(born 
<
time
 
property
=
"birthDate"
 
datetime
=
"1954-08-16"
>
August 16, 1954
</
time
>
)
  
</
div
>

  
<
span
 
property
=
"genre"
>
Science fiction
</
span
>

  
<
a
 
href
=
"../movies/avatar-theatrical-trailer.html"
 
property
=
"trailer"
>
Trailer
</
a
>

</
div
>

```

### JSON-LD
```
<
script
 
type
=
"application/ld+json"
>

{
 

  
"@context"
:
 
"https://schema.org/"
,

  
"@type"
:
 
"Movie"
,

  
"name"
:
 
"Avatar"
,

  
"director"
:
 

    
{
 

       
"@type"
:
 
"Person"
,

       
"name"
:
 
"James Cameron"
,

       
"birthDate"
:
 
"1954-08-16"

    
},

  
"genre"
:
 
"Science fiction"
,

  
"trailer"
:
 
"../movies/avatar-theatrical-trailer.html"
 

}

</
script
>

```